# Tavares (Rio Grande do Sul)
Tavares é um município brasileiro do estado do Rio Grande do Sul.
Localiza-se à latitude 31º17'14" sul e à longitude 51º05'37" oeste, com altitude de 15 metros. Sua população estimada em 2012 era de 5.353 habitantes, distribuídos em 604,26 km² de área. Com uma grande praia e duas lagoas (dos patos e do peixe) Tavares também é conhecida pela grande plantação de cebola.

## Subdivisões

### Distritos
| Distrito       | População |
| -------------- | --------- |
| Butiás         | 471       |
| Capão Comprido | 330       |
| Tapera         | 884       |
| Tavares        | 3657      |